# Chrysolina schneideri
Chrysolina schneideri es un coleóptero de la familia Chrysomelidae.
Fue descrita científicamente en 1882 por Weise.